# Kościół św. Franciszka z Asyżu w Qawrze
Kościół św. Franciszka z Asyżu w Qawrze (malt. San Frangisk t'Assisi) – rzymskokatolicki kościół parafialny w Qawrze na Malcie. Kościół został zbudowany w nowoczesnym stylu pod koniec XX w., jako parafia od 2004 roku.

## Historia
W związku ze znaczącym wzrostem liczby mieszkańców miejscowości Qawra i Buġibba, dotychczasowy kościół św. Maksymiliana Kolbe z czasem stał się zbyt mały dla mieszkańców i coraz liczniej przebywających turystów. W związku z tym podjęto decyzję o konieczności wybudowania nowej, większej świątyni.
Kamień węgielny pod budowę nowego kościoła został poświęcony 29 sierpnia 1993 roku. Trzy lata później świątynia zaprojektowana przez architekta Richarda Englanda został oddany do użytku. Kościołowi nadano wezwanie św. Franciszka z Asyżu. Zgodnie z dekretem z 8 grudnia 2004 r. miejscowość Qawra została ogłoszona parafią.

## Msze święte
Msze w kościele św. Franciszka z Asyżu w Qawrze są odprawiane przez siedem dni w tygodniu w języku maltańskim. W każdą niedzielę odprawiana jest msza w języku angielskim.